# Shewanella violacea
Shewanella violacea DSS12 es una bacteria gramnegativa ubicada en sedimentos marinos en la Fosa de Ryukyu a una profundidad de 5,110 m. La primera descripción de este organismo fue publicada en 1998 por los microbiólogos japoneses Yuichi Nogi, Chiaki Kato y Koki Horikoshi, quienes nombraron a la especie por su aspecto violeta cuando se cultiva en placas de agar marino 2216.
Shewanella violacea es una bacteria con forma de bastón móvil con flagelos. Es un organismo anaeróbico facultativo y se considera un extremófilo debido a sus condiciones óptimas de crecimiento a 8 °C y 30 MPa. Los investigadores están evaluando esta especie para comprender mejor los mecanismos específicos que usa S. violacea para prosperar en su ambiente inusualmente frío y de alta presión.

## Taxonomía
Shewanella violacea es miembro del género Shewanella. La evaluación reciente de la filogenia de Shewanella ha conducido a una división de este género en dos categorías:Grupo 1 y Grupo 2. Estas categorías se crearon a partir de una evaluación de las secuencias de rRNA 16s así como una comparación de composiciones de lípidos de membrana. Las especies de Shewanella del grupo 1 son en su mayoría extremófilas, mientras que las especies de Shewanella del grupo 2 son en su mayoría mesófilas. S. violacea es miembro de Shewanella del Grupo 1 debido a adaptaciones genéticas específicas que han permitido que las bacterias prosperen en temperaturas extremadamente bajas y altas presiones.  Específicamente, las especies del Grupo 1 contienen un porcentaje notablemente más alto de ácidos grasos poliinsaturados integrados en sus membranas.

## Ubicación
Se han recolectado muestras de S. violacea utilizando el Sistema SHINKAI 6500, un sumergible tripulado operado por el Centro Japonés de Ciencia y Tecnología Marítima. Se han recogido muestras de la Fosa Ryukyo a una profundidad de 5,110 metros. Las bacterias se encuentran en la capa superior del sedimento en este ambiente marino.

## Estructura y metabolismo.

### Genoma
El genoma completo de S. violacea fue secuenciado exitosamente en 2010 usando el método de Sanger. S. violacea contiene 4,962,103 pares de bases. Tiene 4.346 genes de proteínas y 169 genes de ARN. La bacteria contiene un solo cromosoma y no se conocen plásmidos. El contenido de G + C es de 44.7%. Se puede acceder al genoma completo en línea según lo publicado por el Centro Nacional de Información Biotecnológica (ver enlaces externos). 

### Composición de membrana
Shewanella violacea tiene un porcentaje anormalmente alto de ácidos grasos poliinsaturados (PUFA) integrados en sus fosfolípidos. En Shewanella violacea, el 14% de sus ácidos grasos son ácidos eicosapentaenoicos (EPA), que son un tipo específico de ácido graso poliinsaturado también conocido como 20: 5ω3. El aumento de las concentraciones de PUFA disminuye la fluidez de la membrana y ayuda a la bacteria a prosperar en las bajas temperaturas. La función exacta de la composición lipídica inusual encontrada en S. violacea y otros miembros de la especie Shewanella del Grupo 1 aún no se conoce completamente. Sin embargo, los altos niveles de EPA en S. violacea se han correlacionado con mayores tasas de división celular en altas presiones y en bajas temperaturas.

### Condiciones ideales de crecimiento
Shewanella violacea es un psicrófilo obligado (criófilo). Su temperatura óptima de crecimiento es de 8ᵒC. No puede crecer ni reproducirse a 30 °C. S. violacea es un piezófilo facultativo (barófilo) lo que significa que es capaz de prosperar en condiciones de alta presión. S. violacea puede crecer en condiciones de presión que van de 0.1 a 70   MPa (3). Su presión ideal es de 30 MPa.

### Mantenimiento del sistema respiratorio a altas presiones.
A diferencia de muchas otras especies de Shewanella , S. violacea tiene muy pocas reductasas terminales para la respiración anaeróbica, los citocromos de tipo C y las proteínas de la membrana externa sin reducción de Fe (III) que participan en la respiración.  Se cree que un operón relacionado con la presión desempeña un papel integral en la regulación del sistema respiratorio en S. violacea.  Específicamente, los investigadores están evaluando la importancia de los citocromos regulados por presión. Los citocromos son hemoproteínas involucradas en la generación de ATP a través del transporte de electrones. S. violacea contiene tres tipos principales de citocromos. El primero, CA se expresa a todas las presiones viables. El segundo, CB, solo se expresa a bajas presiones. El tercero, un citocromo de tipo d se expresa solo cuando las células se cultivan a alta presión. El citocromo de tipo d en S. violacea es, por lo tanto, un medio crítico para que el sistema respiratorio permanezca activo a altas presiones.